# Dominique Gaumont
(Dominque Gaumont)
Dominique Gaumont (Saint-Mandé, 8 gennaio 1953 – 10 novembre 1983) è stato un chitarrista francese, noto per la sua collaborazione con Miles Davis con cui incise due album.
Figlio di Edouard, ex deputato della Guyana francese, Dominique intraprese gli studi musicali. Si diede alla chitarra elettrica dopo aver ascoltato Jimi Hendrix - a cui si ispirerà anche per il suo aspetto sulla scena -  ed iniziò ad esibirsi in pubblico nel 1970. Nel 1972 prese part al festival di Châteauvallon con  suo gruppo di free jazz, "Le Black Artist Group of Saint-Louis".
(Miles Davis)
Nel 1974, il famoso trombettista Miles Davis lo convocò negli Stati Uniti e gli chiese di unirsi al suo gruppo per un tour, che includeva fra l'altro un concerto alla Carnegie Hall. Con Davis, Dominique registrò due album.
(Dominique Gaumont)
Nel 1975, rientrato a Parigi, Dominique si mise alla testa di un gruppo, "Le Dominique Gaumont Energy" con Lucien Sombé al basso e Joe Harmer alla batteria.
Dominique Gaumont morì in un incidente all'età di 30 anni, il 10 novembre 1983. Nel 2004 la sua compagna - e madre dei suoi tre figli - Nicole Codin ha pubblicato una raccolta postuma, dal titolo "Energy".